# Двојка
„Двојка” је југословенски и македонски ТВ филм из 1980. године. Режирао га је Тихомир Бачовски а сценарио је написао Аљоша Руси.

## Улоге
| Глумац             | Улога    |
| ------------------ | -------- |
| Диме Илијев        | Филип    |
| Ненад Милосављевић | Симон    |
| Снежана Стамеска   | Цвета    |
| Душан Костовски    | Цветко   |
| Ђорђи Тодоровски   | Берберот |
| Кирчо Божиновски   |          |
| Љупка Џундева      |          |
| Јосиф Јосифовски   |          |
| Тасе Коцовски      |          |

Остале улоге ▼
| Глумац             | Улога |
| ------------------ | ----- |
| Стојна Костовска   |       |
| Владимир Котевски  |       |
| Драги Крстевски    |       |
| Јоана Поповска     |       |
| Димитар Спасески   |       |
| Ацо Стефановски    |       |
| Душица Стојановска |       |
| Глигор Стрбевски   |       |